# Метод Шарма
Ме́тод Шарма́ — технология производства игристого вина, также известная как метод Шарма́-Мартинотти, была разработана в Италии директором института энологии города Асти Федерико Мартинотти и впоследствии улучшена французом Эженом Шарма.
Согласно технологии, вторичная ферментация проводится в герметичных цистернах большого объёма, а затем разливается под давлением в отдельные бутылки.
Вино, сделанное в танках методом Шарма, как правило, тут же разливается в бутылки и пускается в продажу (хотя некоторые вина типа Charmat Lungo улучшают свои вкусовые качества и достигают оптимальной гармонии после нескольких месяцев хранения). Вино имеет неограниченный срок хранения, в зависимости от длительности выдержки крепость вина может колебаться от 10,5 до 12,5 %.
Наибольшее распространение эта технология получила в Италии. Большинство итальянских сухих или полусладких игристых вин производится именно таким образом. Asti Spumante является исключением, поскольку оно получается в результате одного брожения в цистернах в соответствии с процессом, который создаёт его деликатную сладость и уникальный аромат мускатного винограда.
Широко известная марка Советское шампанское производилась по схожей технологии.

## История
Одним из первых задачу ускоренного изготовления игристых вин в 1859 году решили французские винодел Жене (фр. Louis Brunet Jaunay) и профессор Момене (фр. Edme-Jules Maumené). Они предложили вместо дорогостоящего бутылочного способа проводить вторичное брожение игристых вин в резервуарах — акратофорах (от греч. akratophoros — сосуд для вина). Однако технология, предложенная ими, требовала значительных модификаций и технических новаций.
В 1895 году Федерико Мартинотти, выходец из северо-западного региона Италии Пьемонт, впервые опробовал метод контролируемой ферментизации в автоклаве: именно его интуиция подсказала ему, как лучше подчеркнуть ароматы и свежий вкус винограда северной Италии — от муската и мальвазии до глеры (сорт, до 2009 года известный как просекко) и бьянкетты.
Около 1910 года француз Эжен Шарма построил и запатентовал новое оборудование для этого (отсюда двойное имя, метод Мартинотти-Шарма). В целом метод предусматривает вторичное брожение вина в больших контейнерах (обычно стальных), герметизированных, именуемых автоклавы. Эта основная разница от метода шампанизации в бутылках.
Использованный виноград может быть тех же классических сортов (чаще всего — мускат, глера, мальвазия, бьянкетта), однако надо уточнить что вино при этом получает более слабые цвета, желтоватый оттенок, более свежий и менее структурированный вкус, и пахнет менее интенсивно. Два самых известных в мире итальянских игристых вина, полученные по методу Шарма, приблизительно в одно время — Асти и Просекко.

## Технология

### Вторичная ферментация
Вино, дрожжи и сахар смешивают в больших резервуарах из нержавеющей стали, известных как акратофоры, где вторичная ферментация проходит в прохладной температуре под давлением от 7 до 8 атмосфер.

### Изобарная фильтрация
Когда вторичная ферментация завершена, вино очищается при прохождении через фильтр при переливе в другую цистерну при равных (изобарических) давлениях.

### Стабилизация
Вино стабилизируется охлаждением выше точки замерзания. В осадок выпадают кристаллы солей винной кислоты, которые будут удалены фильтрованием.

### Изобарный розлив
При изобарическом принципе используется поддержание постоянного давления в вине так же, как было бы в бутылках, опечатанных пробкой.